# Thông niệu đạo
Thông niệu đạo là việc sử dụng y tế của các đầu dò được gọi là sound để tăng đường kính bên trong của niệu đạo và để xác định vị trí vật cản trong đó. Các đầu dò này cũng được sử dụng để kéo dài niệu đạo để có thể xỏ lỗ bộ phận sinh dục. 
Thông niệu đạo và chơi niệu đạo (tiếng Anh: urethral sounding hoặc urethral play) cũng được sử dụng để chỉ thực hành này trong một bối cảnh kích thích tình dục.
Chơi niệu đạo có thể liên quan đến việc đưa các vật dụng mềm hoặc cứng vào phần thịt của dương vật (và đẩy vào xa hơn). Các đồ chơi và vật phẩm khác, như các ống thông, có thể được đẩy vào sâu hơn; trong một số trường hợp thậm chí đẩy vào tận bàng quang. Một số ống thông thậm chí có thể được phép cuộn tròn nhiều lần hoặc mở rộng bên trong bàng quang. Hành động này ở nam giới có thể liên quan trực tiếp hoặc gián tiếp đến việc kích thích tuyến tiền liệt và một số phương pháp kiểm soát bàng quang.

## Rủi ro
Nếu không được tiến hành cẩn thận, các ống thông này có nguy cơ kích thích, làm rách niệu đạo hoặc nhiễm trùng đường tiết niệu, gây ra các bệnh về sinh lý. Nhiễm trùng có thể trở nên nghiêm trọng nếu chúng tiến triển đến bàng quang hoặc thận, và nên được giới thiệu đến bác sĩ để chữa.
Việc đưa các vật thể lạ vào niệu đạo có thể gây ra các vấn đề y tế nghiêm trọng: xem vật thể lạ trong niệu đạo.